# SN 1996cp
SN 1996cp – supernowa odkryta 13 marca 1996 roku w galaktyce A105703-0337. W momencie odkrycia miała maksymalną jasność 26,20m.